# Michel Ferrari
Michel D. Ferrari (15 de julio de 1954) es un neurólogo suizo y profesor de Neurología en la Universidad de Leiden y el Centro Médico de la Universidad de Leiden. Fue ganador del Premio Spinoza 2009. Se le considera el principal experto en migraña de los Países Bajos, así como uno de los seis mejores científicos en el campo en todo el mundo.

## Carrera
Ferrari nació el 15 de julio de 1954 en Tandjong Pandan, Indonesia. Estudió medicina en la l Universidad de Leiden y se licenció en 1980. Se doctoró cum laude en la misma universidad en 1992. Ferrari fue nombrado catedrático de neurología en Leiden en 2002, y sigue ejerciendo como neurólogo en el hospital universitario. Aparte de su trabajo en la Universidad, Ferrari también ha sido presidente de la International Headache.
En 1996, un grupo de investigación dirigido por él descubrió los primeros genes relacionados con las migrañas. Su artículo sobre el descubrimiento es el más citado en este campo. Entre 1996 y 2009, Ferrari y sus grupos de investigación consiguieron rastrear otros cuatro genes implicados en las migrañas.
En 2009 fue uno de los tres ganadores del premio holandés Spinoza y recibió una beca de 2,5 millones de euros. La organización que concedió el premio, la Organización Holandesa para la Investigación Científica (NWO), elogió a Ferrari por ser el primero en descubrir los genes relacionados con la migraña, así como por desarrollar fármacos para tratar los ataques de migraña. La NWO también aplaudió la labor de Ferrari como embajador de las personas que padecen migraña. La NWO nombró a Ferrari uno de los seis "Maestros del dolor de cabeza". Poco después de ganar el premio, Ferrari declaró querer dedicar el dinero a la investigación de las células de la glía. Como en 2009 no se concedió el cuarto Premio Spinoza, Ferrari y sus coautores Albert van den Berg y Marten Scheffer pidieron a la NWO que les recompensara con el dinero restante del premio, que gastarían en una investigación en colaboración. Sus esfuerzos culminaron en un trabajo de investigación sobre la migraña publicado en PLOS ONE en 2013. En él se afirmaba que un punto de inflexión crítico de las neuronas desencadenaba un ataque de migraña.

## Publicaciones
- Alles over hoofdpijn en aangezichtspijn, 1997, junto con Joost Haan.